# Dalmeny (ort i Australien)
Dalmeny är en ort i Australien. Den ligger i kommunen Eurobodalla och delstaten New South Wales, i den sydöstra delen av landet, omkring 270 kilometer söder om delstatshuvudstaden Sydney. Antalet invånare är 1 928.
Trakten är glest befolkad. Närmaste större samhälle är Narooma, nära Dalmeny. 
I omgivningarna runt Dalmeny växer i huvudsak städsegrön lövskog. Genomsnittlig årsnederbörd är 1 305 millimeter. Den regnigaste månaden är april, med i genomsnitt 168 mm nederbörd, och den torraste är juli, med 5 mm nederbörd.